# Alfa Romeo RM
Alfa Romeo RM — дорожній автомобіль італійської автомобільної компанії Alfa Romeo, що випускався у 1923—1925 роках.

## Технічні особливості
«Alfa Romeo RM» було розроблено на базі моделі ALFA 20/30 HP. Автомобіль вперше було представлено в 1923 році на Паризькому автосалоні. Всього було вироблено близько 500 одиниць авто. RM мав 1,9 (2,0) літровий чотирициліндровий рядний (L4) двигун, який видавав від 40 к.с. (30 кВт) до 48 к.с. (36 кВт). Як і багато інших моделей компанії Alfa Romeo, автомобіль використовувався для участі у перегонах. Усього було розроблено три модифікації моделі RM: «Normal», «Sport» і «Unificato». Версія «Sport» мала підвищений ступінь стиснення у порівнянні з іншими версіями, а версія «Unificato» мала подовжену колісну базу і дещо збільшений за робочим об'ємом двигун. Максимальна швидкість RM сягала значень 90...100 км/год (залежно від модифікації).
Модифікації моделі RM
- RM Normal, 1944 см³ 40 к.с.(1923)
- RM Sport, 1944 см³ 44 к.с. (1924)
- RM Unificato, 1996 см³ 48 к.с. (1925)

## Напівгусенична версія RM
Дуже рідкісна напівгусенична версія, побудована на базі RM, була випущена у 1920-х роках. Напівгусенична версія використовувала чотирициліндровий рядний двигун RM, особливістю якого стала система мащення із сухим картером. На цю модифікацію встановлювалась ліцензійна підвіска Кегресса від компанії Citroën. Лише один зразок цієї модифікації зберігся до наших днів.